# فوربس 400

فوربس

فوربس 400، أو أغنى 400 أمريكي هي قائمة نشرت للمرة الأولى في عام 1982 مرتبة الأغنياء حسب صافي الثروة. تنشر هذه القائمة سنويا في شهر سبتمبر. في عام 2011 ذكرت القائمة أهم 30 تحدي يواجه رجال الأعمال والمسثمرين. ترجع أصل الفكرة إلى مالكوم فوربس عام 1982.
وصف كلا من ببتر بيرنشتين وآن سوان القائمة بأنها تخليد للشخصيات غير العادية في فترة زمنية محددة، على عكس فترة ما قبل الحرب منذ عام 1945 إلى عام 1982 عندما كانت تهتم بتحديد حجم وثروة المنظمات لا الأشخاص. كما وصفوها بأنها حلم لكل من يريد دراسة حياة رجال الأعمال الغير عاديين ودور وقيمة الثروة في المجتمع الأمريكي.
فحص ودراسة الثروات يساعد على شرح وتفسير لم عدد كبير من الأمريكان الذين كونوا ثروة ضخمه كانت لديهم بداية كبيرة غير عادية. في سبتمبر 2012، وطبقا لمعهد الدراسات والأبحاث السياسية، فإن ما يقرب من 60% من الأغنياء الذين تم ذكرهم في قوائم فوربس 400 تربوا في امتيازات كبيرة.
تنشر القائمة حاليًا في شهر سبتمبر من كل عام.

## المعايير
تسجل قائمة فوربس 400 أكثر من قام بالتبرع بجزء من ثروته في الولايات المتحدة. كما تقوم المجلة بصناعة قائمة لأغنياء أمريكا المساهمون بصفة دورية في تشكيل صورة الإقتصاد الأمريكي، غير ذكرها لمراحل نجاح كل شخصية، العقبات التي واجههتم، شركاتهم، عمرهم، صناعتهم، هوايتهم، تعليمهم، مواقفهم السياسية، صافي ثروتهم وأعمالهم الخيرية.

### القائمة الأولى
لم يكن هناك غير 13 ملياردير فقط في القائمة الأولى للمجلة عام 1982 بصافي ثروة وصلت إلى حوالي 75 مليون دولار أمريكي. مثلت نسبة مساهمة رجال الأعمال المذكورين في القائمة 2.8% من الناتج المحلي الإجمالي للولايات المتحدة. في ذلك الوقت كان اعتماد رجال الأعمال على النفط لتكوين ثرواتهم ملحوظا فكان:
- 22.8% من ثروة القائمة كانت من أرباح امتلاك وبيع النفط.
- 15.3% من الصناعات التحويلية وتكرير البترول.
- 9% من التمويل.
- 3% من أرباح التكنولوجيا.

احتلت ولاية نيويورك المركز الأول في تجمع رجال الأعمال بها برصيد 77 مستثمر بها، تليها ولاية كاليفورنيا برصيد 48 مستثمر.

### 2000
في عام 2000، شهدت فوربس 400 أعلى مساهمة في الناتج المحلي الإجمالي وصلت إلى 12.8% بسبب ثورة الإنترنت.

## التركيبة السكانية
على مدى السنوات الخمس وعشرين الأولى، ذكرت قائمة فوربس 1302 شخصا في قائمتها. دخل فيها:
- 97 مهاجر. بلغت نسبة مساهمة المهاجرين ما يقرب من 7.5%.
- 202 إمراة. بلغت نسبة مساهمة النساء ما يقرب من 15.5%.

يجب الإشارة إلى أن أربعة من الخمس شخصيات الأوائل لعام 2006 تركوا الجامعة. وهم بيل جيتس، شيلدون اديلسون، لاري إليسون وبول ألين.

بعض المليارديرات كونوا ثروتهم بعد إنجابهم أطفال ولكن الغالبية العظمى كونوا قبل أن يرزقوا هذا من إطار العامل الزمني. أما من إطار الجنس فتشير الإحصائيات إلى تفوق عدد رجال الأعمال الذكور عن النساء.
قامت كلا من لويزا كرول وكيري دولان بالإعداد والإشراف على صدور قائمة فوربس 400 لعام 2016.

## وصلات خارجية
- الموقع الرسمي.
- صورة نشرتها قائمة فوربس 400 يمتلك من فيها 126 مليار دولار.
- أغنى 10 أمريكان لعام 2016.
- فوربس 400 لعام 2016.